# Chung kết Giải vô địch bóng đá nữ thế giới 2011
Trận chung kết Giải vô địch bóng đá nữ thế giới 2011 là trận thi đấu bóng đá diễn ra vào ngày 17 tháng 7 năm 2011 trên sân Commerzbank-Arena ở thành phố Frankfurt am Main, Đức, nhằm xác định đội vô địch Giải vô địch bóng đá nữ thế giới 2011. Đây là cuộc đấu giữa hai đội tuyển Nhật Bản và Hoa Kỳ. Nhật Bản giành chiến thắng với tỉ số 3-1 trong loạt loạt luân lưu 11 m sau khi hòa 2–2 trong thời gian hiệp phụ, qua đó trở thành đội tuyển châu Á đầu tiên giành chức vô địch World Cup của FIFA.

## Bối cảnh
Trận đấu là cuộc đối đầu giữa Hoa Kỳ, một thế lực bóng đá nữ kể từ kỳ World Cup đầu tiên, và Nhật Bản, đội lần đầu vào tới trận chung kết của giải. Đây là lần đầu tiên sau 12 năm Hoa Kỳ mới lọt vào một trận chung kết Cúp thế giới, đồng thời hy vọng trở thành đội đầu tiên có được ba danh hiệu vô địch bóng đá nữ thế giới, sau hai lần vào năm 1991 và 1999. Nhật cũng mong đợi được trở thành đội thứ tư vô địch thế giới sau Hoa Kỳ, Na Uy và Đức.
Đây là cuộc đối đầu thứ ba của cả hai đội tại các kỳ World Cup. Hoa Kỳ thắng Nhật Bản 3–0 tại vòng bảng năm 1991, và thắng tiếp 4–0 tại tứ kết 1995. Trong thực tế tất cả các lần đối đầu, Hoa Kỳ cũng chưa bao giờ thua người Nhật, khi thắng 22 và hòa 3 trận. Trước khi giải đấu khởi tranh, Hoa Kỳ là đội tuyển số một trên FIFA Women's World Rankings, trong khi Nhật Bản xếp thứ tư.
Nhật Bản là đội tuyển châu Á thứ hai lọt tới trận chung kết bóng đá nữ thế giới. Trước đó CHN từng chơi trận chung kết với Hoa Kỳ vào năm 1999. Đây cũng là lần thứ hai trận đấu cuối cùng không có sự hiện diện của các đại diện châu Âu.
Đây là lần đầu tiên một đội vô địch World Cup có một trận thua ở vòng bảng.

## Đường tới chung kết

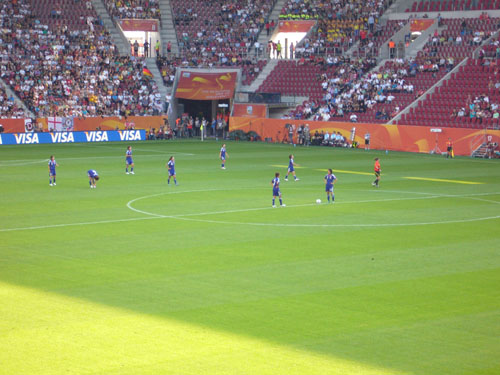
Trận gặp tại vòng bảng của Nhật Bản trên sân Impuls Arena

Mặc dù là đội bóng số một trên bảng xếp hạng của FIFA nhưng Mỹ lại là đội cuối cùng giành vé tới World Cup 2011. Sau khi về thứ ba ở Cúp vàng nữ CONCACAF 2010, giải đấu vòng loại World Cup khu vực CONCACAF, Hoa Kỳ vượt qua Ý trong trận play-off liên lục địa. Trong khi đó Nhật Bản vào vòng chung kết nhờ vị trí thứ ba Cúp bóng đá nữ châu Á 2010.
Hoa Kỳ vượt qua vòng bảng ở vị trí thứ nhì sau Thụy Điển, đội duy nhất đánh bại họ ở bảng đấu. Người Mỹ tiếp tục vượt qua Brasil trong trận tứ kết sau loạt luân lưu. Trong trận này Abby Wambach của Hoa Kỳ ghi bàn san bằng tỉ số ở phút 122 của hiệp phụ, bàn thắng muộn nhất được ghi trong lịch sử World Cup nữ, giúp Hoa Kỳ gỡ hòa 2–2 và đưa trận đấu vào loạt luân lưu. Đội sau đó tiếp tục thắng Pháp 3–1 để giành quyền chơi trận chung kết.
Nhật Bản cũng chỉ lọt vào tứ kết nhờ vị trí thứ hai bảng B sau Anh, đội duy nhất vượt qua Nhật tại giải. Nhật Bản sau đó gây bất ngờ lớn khi đánh bại đương kim vô địch và đồng thời là chủ nhà, đội tuyển Đức với tỉ số 1–0 trong thời gianh hiệp phụ. Họ sau đó vượt qua Thụy Điển 3–1 để gặp Hoa Kỳ ở trận đấu quyết định.
| Đội         | Trận | T | H | B | BT | BB | HS | Điểm |
| ----------- | ---- | - | - | - | -- | -- | -- | ---- |
| Anh         | 3    | 2 | 1 | 0 | 5  | 2  | +3 | 7    |
| Nhật Bản    | 3    | 2 | 0 | 1 | 6  | 3  | +3 | 6    |
| México      | 3    | 0 | 2 | 1 | 3  | 7  | −4 | 2    |
| New Zealand | 3    | 0 | 1 | 2 | 4  | 6  | −2 | 1    |

| Đội               | Trận | T | H | B | BT | BB | HS | Điểm |
| ----------------- | ---- | - | - | - | -- | -- | -- | ---- |
| Thụy Điển         | 3    | 3 | 0 | 0 | 4  | 1  | +3 | 9    |
| Hoa Kỳ            | 3    | 2 | 0 | 1 | 6  | 2  | +4 | 6    |
| CHDCND Triều Tiên | 3    | 0 | 1 | 2 | 0  | 3  | −3 | 1    |
| Colombia          | 3    | 0 | 1 | 2 | 0  | 4  | −4 | 1    |

## Trận đấu

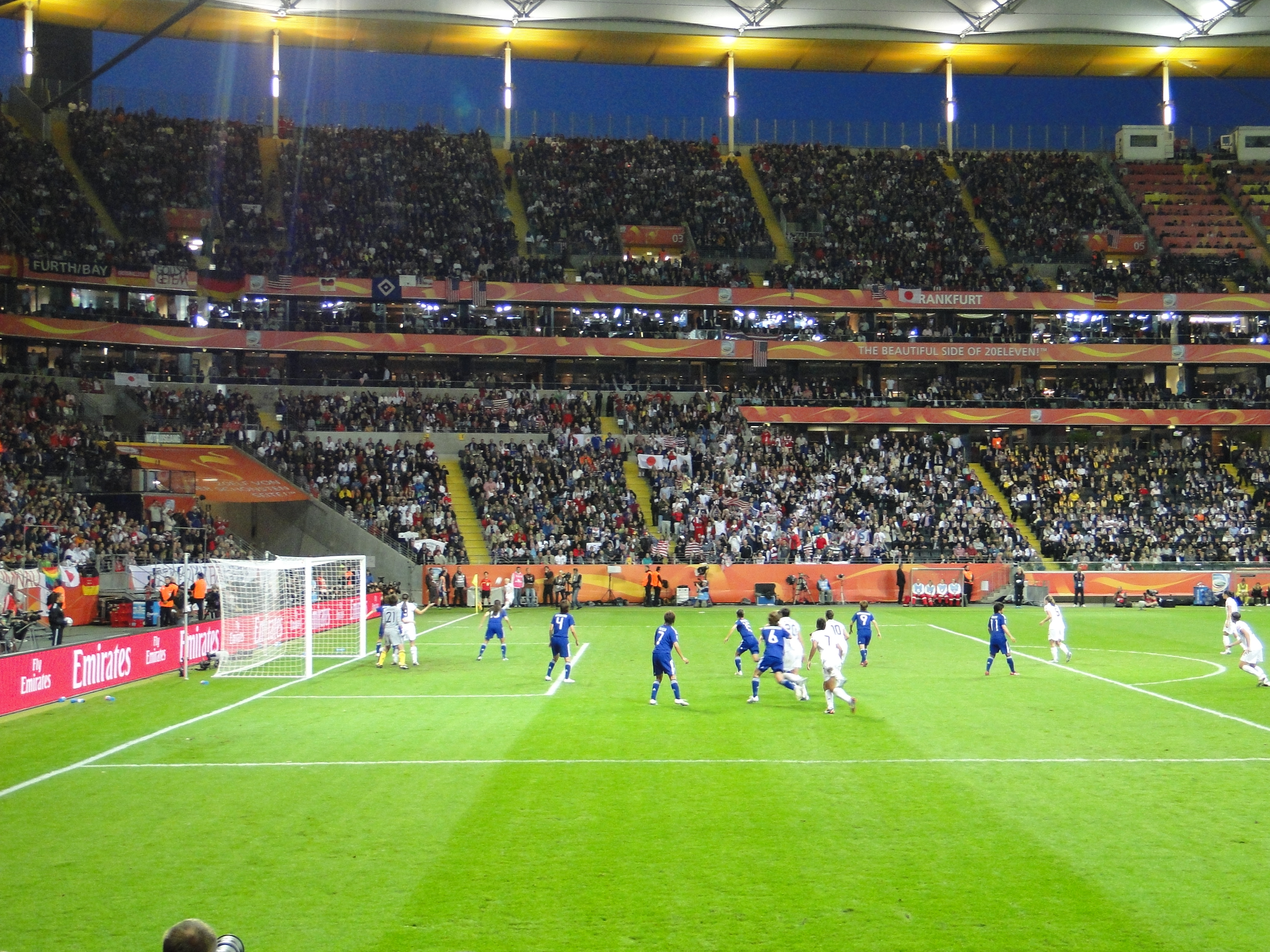
Hoa Kỳ và Nhật Bản trong trận chung kết

### Chi tiết trận đấu
| Nhật Bản                                | 2–2 (s.h.p.) | Hoa Kỳ                         |
| --------------------------------------- | ------------ | ------------------------------ |
| Miyama 81' · Sawa 117'                  | Chi tiết     | Morgan 69' · Wambach 104'      |
| Loạt sút luân lưu                       |              |                                |
| Miyama · Nagasato · Sakaguchi · Kumagai | 3 – 1        | Boxx · Lloyd · Heath · Wambach |

| Nhật Bản | United States |

|                  |    |                  |        |      |
|                  |    |                  |        |      |
| TM               | 21 | Kaihori Ayumi    |        |      |
| HVP              | 2  | Kinga Yukari     |        |      |
| TrV              | 3  | Iwashimizu Azusa | 120+1' |      |
| TrV              | 4  | Kumagai Saki     |        |      |
| HVT              | 15 | Sameshima Aya    |        |      |
| TVG              | 6  | Sakaguchi Mizuho |        |      |
| TVG              | 10 | Sawa Homare      |        |      |
| TVP              | 11 | Ohno Shinobu     |        | 66'  |
| TVT              | 8  | Miyama Aya       | 97'    |      |
| TĐ               | 7  | Ando Kozue       |        | 66'  |
| TĐ               | 9  | Kawasumi Nahomi  |        |      |
| Thay người:      |    |                  |        |      |
| TĐ               | 17 | Nagasato Yūki    |        | 66'  |
| TĐ               | 18 | Maruyama Karina  | 66'    | 119' |
| TĐ               | 20 | Iwabuchi Mana    |        | 119' |
| Huấn luyện viên: |    |                  |        |      |
| Sasaki Norio     |    |                  |        |      |

|                  |    |                  |  |      |
|                  |    |                  |  |      |
| TM               | 1  | Hope Solo        |  |      |
| HVP              | 11 | Ali Krieger      |  |      |
| TrV              | 19 | Rachel Buehler   |  |      |
| TrV              | 3  | Christie Rampone |  |      |
| HVT              | 6  | Amy LePeilbet    |  |      |
| RM               | 9  | Heather O'Reilly |  |      |
| TVG              | 10 | Carli Lloyd      |  |      |
| TVG              | 7  | Shannon Boxx     |  |      |
| LM               | 15 | Megan Rapinoe    |  | 114' |
| TĐL              | 12 | Lauren Cheney    |  | 46'  |
| TĐ               | 20 | Abby Wambach     |  |      |
| Thay người:      |    |                  |  |      |
| TĐ               | 13 | Alex Morgan      |  | 46'  |
| TV               | 17 | Tobin Heath      |  | 114' |
| Huấn luyện viên: |    |                  |  |      |
| Pia Sundhage     |    |                  |  |      |

| Cầu thủ xuất sắc nhất trận: Kaihori Ayumi (Nhật Bản) Trợ lý trọng tài: Marina Wozniak (Đức) Katrin Rafalski (Đức) Trọng tài thứ tư: Jenny Palmqvist (Thụy Điển) |